# 梁凱菱
梁凱菱（英語：Kathy Leung，阿妹)，前經濟通分析員兼首席主播，曾主持直播財經節目《開市Good Morning》及《Hot Talk 1 點鐘》，乃投資大師、經濟通首席顧問梁業豪的入室弟子。此外，投資必學亦為梁凱菱在經濟通負責製作的節目。

## 簡歷
梁凱菱2017年畢業於香港恒生大學傳播學院，主修財經新聞，為新聞及傳播(榮譽)學士（甲等榮譽）。就學時校內、外成績同樣優異，屢獲學業成績優異獎及學業成績成就獎，並連續四年獲院長嘉許名單。校外方面，於2017年勇奪「2017校園學報新聞獎」的「最佳科技新聞報道」冠軍。
2017年11月15日，梁凱菱於畢業禮上代表學生致辭。介紹指，梁凱菱在學時曾於NowTV及香港電台工作，汲取新聞及傳播經驗。
畢業後，隨即加入經濟通，報道中國財經新聞。
2018年11月，梁凱菱為經濟通首個網上直播節目《開市Good Morning》開台主播。2020年明顯見進步，經常獲觀眾留言稱讚，具技術分析知識，專業形象深入民心。與光大新鴻基財富管理策略師溫傑尤其合拍，兩人在節目內不時與「兄妹」相稱。
2020年10月，經濟通推出全新直播節目《hot talk 1點鐘》，更由梁凱菱獨力主持。《hot talk 1點鐘》涵蓋財經及非財經主題，內容較生動。梁凱菱不時在節目內分享個人故事，得知兒時是游泳健將。財經內容又與溫傑等股評人合作，「呀妹」之暱稱廣為人知。
2021年初，梁凱菱於《hot talk 1點鐘》以技術分析即市分析焦點股票，擅長多角度、以不同技巧分析，且運用波浪理論預測尤其準確。多名股評人熱推的信義光能(968)為成名作，3月4日，信義光能急跌超過一成，眾多散戶中招，梁凱菱當日下午客觀分析下跌與反彈目標，其後事實證明預測準確。另外，恒生指數、吉利汽車(175)、比亞迪(1211)、小米集團(1810)、美團(3690)、阿里巴巴(9988)、京東健康(6618)等均為代表作；觀眾反應非常正面，更有指是「最有料主持人」、「主播兼分析師」等。2021年3月，經濟通將梁凱菱的技術分析部分輯錄成精華片段，製成《投資必學》。